# Mademoiselle Malaga
Jeanne-Françoise-Catherine Bénéfand dite Mademoiselle Malaga est une danseuse de corde française née  le 18 janvier 1786 à Paris où elle est morte le 22 septembre 1852. 

## Biographie
Jeanne-Françoise-Catherine Bénéfand est la fille de Joseph Bénéfand et de Catherine Dacy dite La Malaga (1772-1852), une danseuse d'origine espagnole (d'où son pseudonyme) de la troupe des Grands Danseurs du Roi.
Elle débute en 1796 sous le pseudonyme de Mlle Malaga au théâtre Mareux que dirige sa mère, rue Saint-Antoine. L'entreprise est florissante jusqu'au début du siècle suivant mais, devant la multiplication des troupes rivales, elle doit s'expatrier et chercher fortune en province. C'est ainsi qu'on retrouve Mlle Malaga dans le Nord de la France et à Bruxelles, où elle danse en 1803 et 1804.
De retour à Paris, Mlle Malaga installe une baraque au boulevard du Temple, sur le terrain où l'on construira plus tard le Cirque-Olympique. Mais le décret impérial de 1807 l'oblige à fermer cette scène de fortune et à retrouver les chemins de la province. Mlle Malaga revient à Bruxelles en novembre 1809, en compagnie d'autres danseurs de corde, donner une unique représentation, aux Jardins de Saint-Georges.
Victor Fournel cite, au sujet de la danseuse, l'anecdote suivante : « Lors d'une fête donnée à Versailles, en 1814, devant les souverains alliés, elle exécuta une ascension sur la corde roide, à deux cents pieds au-dessus de la pièce d'eau des Suisses, en compagnie d'un acrobate de l'autre sexe. Cette représentation fut malheureuse. L'homme perdit l'équilibre et se tua. Quant à la fille de la Malaga, elle faillit partager le même sort, mais elle eut la présence d'esprit de se rattraper d'une main à la corde et d'y rester suspendue pendant plus de vingt minutes que dura le sauvetage »[source insuffisante].
Mlle Malaga meurt à Paris à l'âge de 66 ans, dans le dénuement total.
Sa sœur, Thérèse-Joséphine-Sextidi Bénéfand (1794-1862), a épousé le comédien Michel-François Alliouz-Luguet dit Michel Luguet (1787-1852) et donné naissance à une lignée d'acteurs.